# Victor Spencer, 1er vizconde Churchill
Victor Albert Francis Charles Spencer, primer vizconde Churchill (23 de octubre de 1864 - 3 de enero de 1934), conocido como Hon. Victor Albert Spencer hasta 1886 y como The Lord Churchill entre 1886 y 1902, fue un par británico, vinculado a la corte real del Reino Unido. Era miembro de la familia Spencer.

## Primeros años
Spencer nació en el número 32 de Albemarle Street, Londres, hijo de Francis George Spencer, 2º barón Churchill y de su esposa Jane. Fue page de honor en la corte de la reina Victoria de 1876 a 1881, y en 1886 sucedió en el título de barón Churchill a su padre. Era nieto de Francis Spencer, 1er barón Churchill.
Educado en Eton y en la Real Academia Militar de Sandhurst, en 1884 fue comisionado en el regimiento local de los Coldstream Guards como teniente, permaneciendo en la Guardia hasta 1889.

## Carrera
El 12 de julio de 1905 fue comisionado como comandante a tiempo parcial de los Húsares Imperiales de Oxfordshire, unidad que ya había estado al mando de su padre y de su abuelo, y en la que también sirvieron varios de sus parientes Spencer-Churchill. Posteriormente fue teniente coronel de la Reserva Territorial del Ejército y sirvió como coronel temporal en la Defensa Nacional de 1915 a 1918, durante la Primera Guerra Mundial.
Para la coronación de Eduardo VII del Reino Unido y Alejandra de Dinamarca sirvió como lord chambelán, y en la coronación de Jorge V del Reino Unido y María de Teck, fue maestro de las túnicas. Ocupó cargos honoríficos vinculados a la familia real británica como el de maestro de los sabuesos entre 1900 y 1901, durante el mandato de Charles Cavendish, el titular del cargo, mientras este estaba en Sudáfrica.
Spencer fue lord en espera de 1889 a 1892 y de 1895 a 1905 en los dos gobiernos de Salisbury y fue nombrado vizconde Churchill, de Rolleston, en el condado de Leicester, el 15 de julio de 1902 (lo que ya se había anunciado previamente en la Lista de Honores de Coronación).).

### Carrera empresarial
Ejerció como presidente y director de varias empresas de transporte, incluido el Great Western Railway (1908-1934), del que se convirtió en el presidente con más años de servicio. También fue director de la "Compañía de Barcos de Vapor de la India Británica", de la naviera P&O y del Canal Gran Unión.

## Vida personal
Lord Churchill se casó con Lady Verena Maud Lowther, hija de Henry Lowther, 3er conde Lonsdale, en Cottesmore, el 1 de enero de 1887. Tuvieron cuatro hijos:
- Honorable Victor Almeric Lancelot Spencer (1888-1888), quien murió joven.[1]
- Victor Alexander Spencer, 2º vizconde Churchill (1890-1973), que se casó con Katherine Emily Beaven, hija de Robert Beaven, sexto Premier de la Columbia Británica, en 1916. Después de la muerte de su primera mujer, se casó con Joan Black, hija de Joseph Baron Black, en 1949.[1]
- Honorable Victoria Ivy Louise Spencer (1897-1946), quien se casó con el Capitán Hon. Cecil Henry Brassey, hijo del Mayor Henry Brassey, 1er barón Brassey y de Lady Violet Gordon-Lennox (hija de Charles Gordon-Lennox, 7º duque de Richmond), en 1920.[1]
- Honorable Ursula Spencer (1901-1934), quien se casó con el teniente coronel Alick Frederick Tod, hijo del coronel George Russell Tod, en 1928.[1]

Cuando ella quiso divorciarse de Lord Churchill, el rey Eduardo se lo prohibió, para evitar un escándalo entre su círculo social. Pero en 1909 desapareció, llevándose con ella a su hijo, de 19 años, y a dos hijas, de 13 y 8 años. Lord Churchill colocó un anuncio anónimo en busca de información sobre el paradero de su familia, pero el escándalo pronto se hizo público. En 1927 obtuvo el divorcio por deserción. Churchill se casó como segunda esposa con Christine McRae Sinclair, hija de William Sinclair. Tuvieron dos hijos:
- Honorable Sarah Faith Georgina Spencer (1931-2015), que se casó con Richard John Palmer, hijo de Reginald Howard Reed Palmer, en 1951.[1]
- Victor George Spencer, 3er vizconde Churchill (1934-2017).[1]

Lord Churchill murió de neumonía el 3 de enero de 1934.

## Reconocimientos
Honores británicos
- GCVO: Caballero Gran Cruz de la Real Orden Victoriana - 9 de noviembre de 1902 - Lista de los Honores de Cumpleaños de 1902, investido por el rey Eduardo VII en Sandringham House el mismo día.[9][10]

Honores extranjeros
: Caballero de primera clase de la Orden de la Corona – 1899 – en relación con la visita del Emperador Guillermo II al Reino Unido.
- Orden del Águila Roja del Reino de Prusia.[3]
- Orden de la Corona de Italia.[3]
- Orden del Salvador de Grecia.[3]
- Orden de Cristo de Portugal.[3]